# Mord pod Borowem

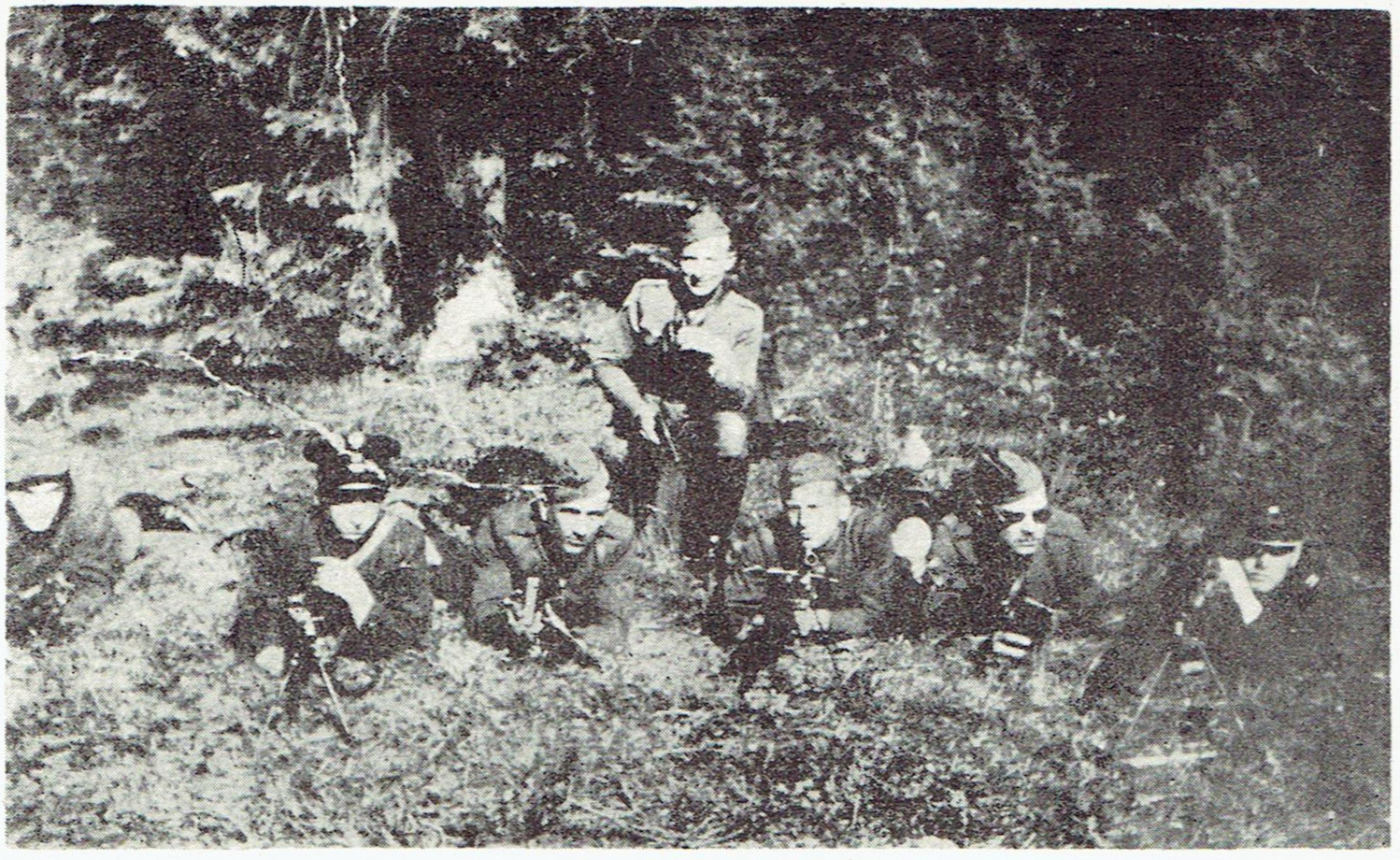
Oddział GL imienia Jana Kilińskiego w przeddzień mordu pod Borowem

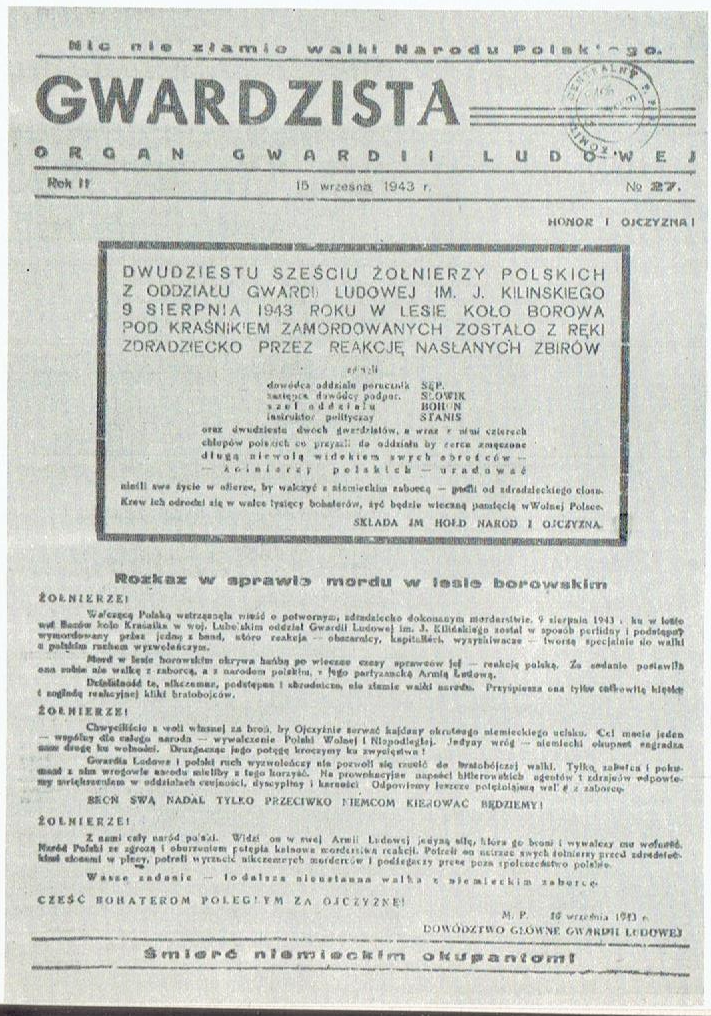
Nekrolog i artykuł na temat mordu w gazecie GL – Gwardzista

Mord pod Borowem, określany też jako: wydarzenia pod Borowem; również: akcja pod Borowem; względnie: pacyfikacja czy: likwidacja oddziału GL – zbrodnia dokonana 9 sierpnia 1943 przez oddział NSZw okolicy wsi Borów, gdzie miało miejsce rozstrzelanie partyzantów oddziału Gwardii Ludowej zwabionych w zasadzkę oszukańczą propozycją współpracy. Akcja spotkała się z potępieniem ze strony Komendy Głównej AK, oraz wywołała reperkusje międzynarodowe. Oskarżenia o zatargi z radzieckimi i komunistycznymi partyzantami podniesione zostały przez Rosjan w rozmowach na najwyższym szczeblu państwowym – przez Mołotowa wobec Cordell Hulla i Edena w czasie konferencji w Moskwie w październiku 1943, a następnie – w dwa miesiące później – w grudniu tego roku przez Stalina wobec Churchilla i Roosevelta w Teheranie. Gen. Tadeusz „Bór” Komorowski i rząd emigracyjny – tłumaczyli się z tego Churchillowi.

## Geneza zbrodni
Oddział NSZ z Borowa, w  sierpniu 1943 roku liczył wg różnych źródeł, od 20 do 70 członków. Oddział GL im. Jana Kilińskiego, rozbity pod Borowem, utworzony został 14 lipca 1943 z części oddziału Władysława Skrzypka oraz niewielkich tzw. „dzikich” oddziałów, uznawanych przez Narodowe Siły Zbrojne i Armię Krajową za wrogów niepodległego państwa polskiego. Przydzielono do niego jako wzmocnienie 3 partyzantów z byłego oddziału Antoniego Palenia ps. „Jastrząb”. W tym samym czasie „Jastrząb” został przeniesiony do pracy w sztabie okręgu V i pełnił zarazem funkcję komendanta GL na powiat Kraśnik.
NSZ uznawały Gwardię Ludową za agenturę sowiecką i dlatego ją zwalczały. Analogiczne stanowisko w kwestii GL zajmowała AK, jednakże starała się ona powstrzymać od akcji zbrojnych przeciwko rodzimej partyzantce komunistycznej, gdyż „daje to podstawę propagandzie sowieckiej nazywania tych band szumnymi i patriotycznymi i przedstawiania mordowania Polaków przez Polaków w porozumieniu z Niemcami przeciw Sowietom (...). Szkodzi sprawie polskiej”. GL z kolei uznawała NSZ za faszystów.
Dokonanie mordu poprzedziła cała sekwencja wzajemnych zabójstw członków obydwu organizacji. Najwcześniej bo już 7 stycznia 1943 r. ludzie z NSZ zamordowali w Drzewicy, powiat Opoczno 6 członków PPR-GL, m. in Antoniego Węgorzewskiego ps. „Las” i Piotra Białka ps. „Kuropatwa”. W związku z tą zbrodnią oddział partyzancki GL pod dowództwem Józefa Rogulskiego „Wilka” i grupa „Lwy” dowodzona przez Juliana Kaniewskiego 22 stycznia w odwecie zabiła kilku członków NSZ, wśród nich dyrektora fabryki Gerlach Augusta Kobylańskiego. W połowie czerwca 1943 w Rzeczycy Ziemiańskiej radziecki oddział partyzancki zabił siedmiu członków NSZ. W nocy z 22 na 23 lipca 1943 r. oddział NSZ „Sosny”, pod dowództwem Huberta Jury „Toma” (agenta radomskiego Gestapo, późniejszego oficera do zadań specjalnych w Brygadzie Świętokrzyskiej NSZ-ONR), w gajówce Puszcza koło wsi Stefanów (na terenie Lasów Przysuskich) zamordował siedmiu partyzantów GL z oddziału im. Ludwika Waryńskiego, pod dowództwem Stanisława Wiktorowicza „Stacha”. NSZ-owcy podali się za oddział GL z Lubelszczyzny, poszukujący kontaktu z innymi oddziałami GL. Tylko jednemu gwardziście udało się zbiec. Pod koniec lipca 1943 r. ten sam oddział, pod dowództwem „Toma”, w Kępie Niemojewskiej nad Pilicą, znienacka zaatakował oddział GL im. Władysława Kononowicza. Poległ dowódca oddziału Henryk Szostak ps. „Rycerz” i 9 gwardzistów. Uratował się jedynie sierżant Stefan Konopka. NSZ-owcy przedstawili się jako oddział Batalionów Chłopskich.
6 sierpnia 1943 liczący 30 żołnierzy i niemający doświadczenia bojowego oddział GL im. Kilińskiego znalazł się w okolicach objętej wpływami NSZ wsi Borów, gdzie miał oczekiwać na zrzut broni. Nie ma jednak żadnego potwierdzenia źródłowego, by taki zrzut miał mieć miejsce. W tamtym czasie i na tamtym obszarze żadnych zrzutów nie było. W tych dniach miało jedynie miejsce przekazanie broni, ale w lasach lipskich, około 20 km od Borowa. Informacje o radzieckich zrzutach broni dla GL pochodziły z treści depesz radiowych nadawanych z Moskwy, w odpowiedzi na które PPR wytypowała kilka dogodnych miejsc zrzutu (m.in. koło Wyszkowa, w Kraśnickim i innych) w związku z czym partyzanci zabezpieczali miejsca zrzutu, przygotowywali ogniska sygnalizacyjne itp. Zrzuty te jednak nie nastąpiły, jak tłumaczył Georgi Dimitrow „z przyczyn od nas niezależnych”. Swój pobyt gwardziści rozpoczęli od kradzieży kur okolicznym chłopom oraz dokonali gwałtu na żonie miejscowego leśniczego. Podczas kwaterowania ustalono, że w bardzo bliskim sąsiedztwie partyzantów GL stacjonuje nieznany oddział partyzancki. Kilku partyzantów udało się do tego oddziału, aby nawiązać współpracę w walce z Niemcami. Podczas pobytu gwardzistów – jak się później okazało w NSZ-owskim oddziale – do oddziału GL w tym czasie przybyło kilku członków z oddziału NSZ, którzy pierwotnie uczestniczyli w towarzyskiej rozmowie z gwardzistami przy wspólnym posiłku. 8 sierpnia żołnierze NSZ na zorganizowanym spotkaniu pojmali dowództwo oddziału im. Kilińskiego, a następnie, 9 sierpnia pod wsią Borów oddział NSZ pod dowództwem rtm. Leonarda Zub-Zdanowicza ps. „Ząb”, cichociemnego i dezertera z szeregów AK, który przedstawił się jako szef Akcji Specjalnej NSZ do walki z „żydokomuną” i  Adama Godfingera (Henryka Figuro – Podhorskiego) ps. „Step” rozbroił i wziął do niewoli pozostałych członków oddziału GL im. Jana Kilińskiego.

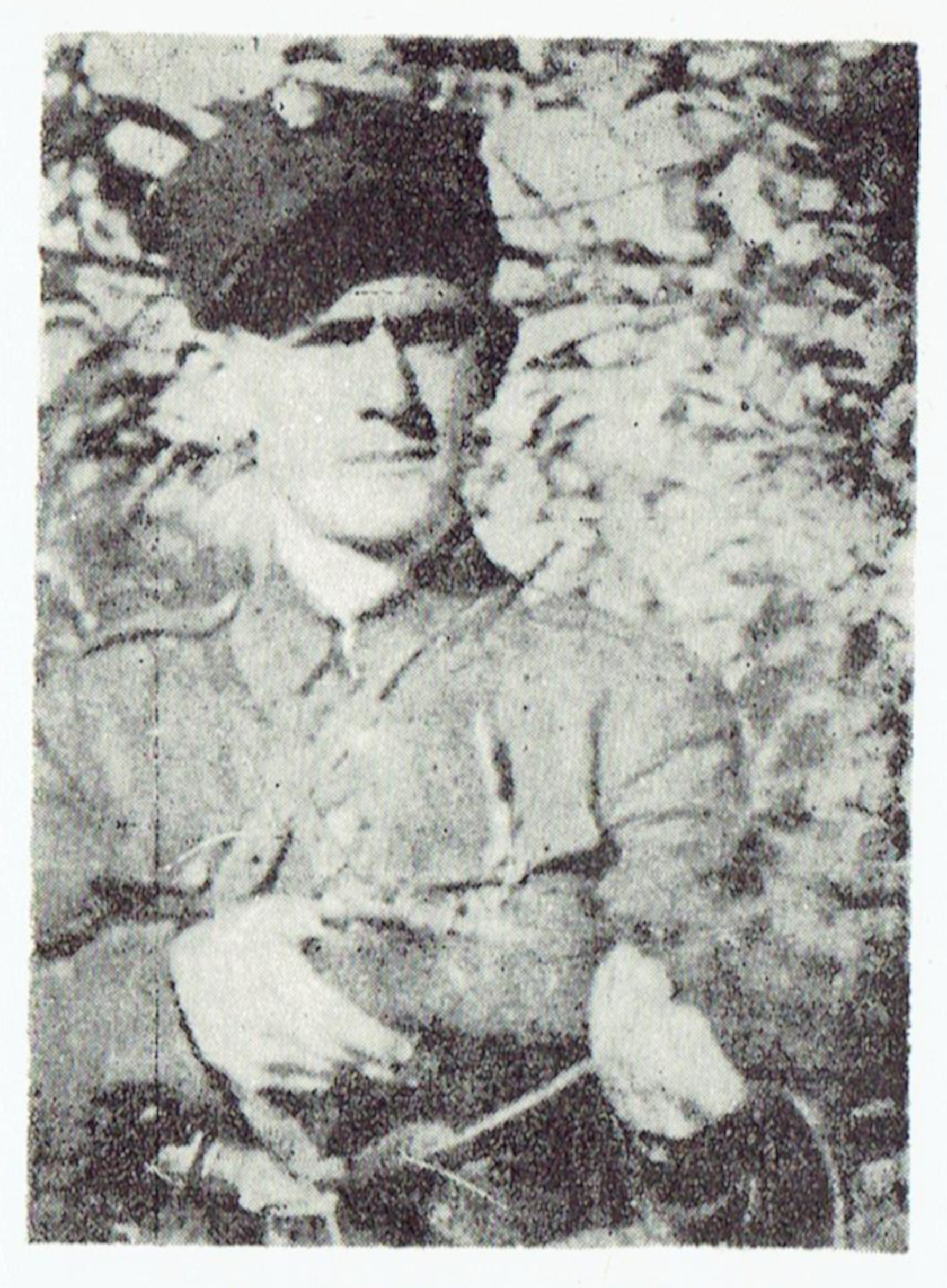
Adam Skóra ps. Adaś

Jako pierwszego zastrzelono por. Skrzypka ps. „Słowik”, który odmówił składania zeznań, następnie NSZ-owcy wyprowadzali dwójkami rozbrojonych partyzantów GL i rozstrzeliwali ich w lesie. Ostatecznie zostało rozstrzelanych ok. 26-28 partyzantów Gwardii Ludowej. Uratowali się jedynie Adam Skóra ps. „Adaś”, Stanisław Pawłowski ps. „Kuropatwa”, Rosjanin Nikołaj Leszczenko ps. „Kola” i Stanisław Babieradzki ps. „Pokrzywa”.
10 sierpnia 1943 r. koło Trzydnika został ostrzelany przez Niemców Edward Gronczewski ps. „Przepiórka”, jadący do władz okręgowych PPR i GL z wieścią o dokonanym mordzie pod Borowem. W wyniku obustronnej strzelaniny Gronczewski został ranny w rękę, lecz zdołał się wycofać.
Według raportu Armii Krajowej przygotowanego przez jej okręg lubelski dla gen. Tadeusza „Bora” Komorowskiego „zostało ustalone, że wymordowania 26 ludzi oddziału partyzanckiego Armii Ludowej dokonali dowódcy z oddziałów NSZ, wybijając upojonych alkoholem na przyjęciu”. Niedługo po tym, jak w październiku 1943 r. pertraktacje z NSZ w sprawie włączenia ich do AK zakończyły się fiaskiem (oficjalnie z powodu wygórowanych wymagań i odmawiania ujawnienia nazwiska ich dowódcy) 18 listopada wydano oświadczenie „Bora”, że: „z ohydnym wymordowaniem” oddziału AL pod Borowem „oddziały Sił Zbrojnych w Kraju nie mają nic wspólnego”. Ponadto 31 grudnia 1943 r. rząd polski złożył rządowi brytyjskiemu aide-mémoire mówiące o polskiej walce z Niemcami, protestujące przeciwko pomówieniu, jakoby AK występowała przeciwko komunistom czy walczyła z partyzantami sowieckimi.
Po mordzie w lesie pod Borowem, Dowództwo Główne Gwardii Ludowej wydało rozkaz następującej treści:

ŻOŁNIERZE!
Walczącą Polską wstrząsnęła wieść o potwornym, zdradziecko dokonanym morderstwie 9 sierpnia 1943 roku w lesie wsi Borów koło Kraśnika, woj. Lubelskim. Oddział Gwardii Ludowej im. Jana Kilińskiego został w sposób perfidny i podstępny wymordowany przez jedną z band, które reakcja, obszarnicy, kapitaliści, wyzyskiwacze - tworzą specjalnie do walki z polskim ruchem wyzwoleńczym.
Mord w lesie borowskim okrywa hańbą po wieczne czasy sprawców ich reakcję polską. Za zadanie postawiła ona sobie nie walkę z zaborcą, a z narodem polskim, z jego partyzantką Armią Ludową. Działalność ta, nikczemna, podstępna i zbrodnicza, nie załamie walki narodu. Przyspieszy ona całkowitą klęskę i zagładę reakcyjnej kliki bratobójców. (...)
ŻOŁNIERZE!
Z nami cały naród polski. Widzi on w swej Armii Ludowej jedyną siłę, która go broni i wywalczy wolność. Naród Polski ze zgrozą i oburzeniem potępia kainowe morderstwa reakcji. Potrafi on ustrzec swych żołnierzy przed zdradzieckimi ciosami w plecy, potrafi wyrzucić nikczemnych morderców i podżegaczy precz poza społeczeństwo polskie. Wasze zadanie - to dalsza nieustanna walka z niemieckim zaborcą.
CZEŚĆ BOHATEROM, POLEGŁYM ZA OJCZYZNĘ!
Dowództwo Główne Gwardii Ludowej
M.p. 10 wrzesień 1943 r.

Główny organizator i działacz ruchu oporu w Obwodzie Lubelskim GL Aleksander Szymański, wydał już na drugi dzień po zbrodni, odezwę potępiającą sprawców i wyrażającą ubolewanie, że prysnęły nadzieje na porozumienie i wspólną walkę z Niemcami. Brzmiała ona:

Stanęliśmy wobec straszliwej, niespodziewanej i przekraczającej pojęcie ludzkie rzezi, jaką popełnili enezetowcy na naszych żołnierzach Gwardii Ludowej, walczących od roku z nieprzyjaciółmi narodu polskiego. Jeżeli kiedykolwiek łudziliśmy się nadzieją, że dojdziemy z nimi do porozumienia, mimo że strzelali do naszych towarzyszy, tłumacząc się różnymi omyłkami, okłamując nas w najohydniejszy sposób, to teraz z chwilą pokazania nam właściwego swego oblicza, a mianowicie mordując nam cały oddział im. Kilińskiego wraz z kilkoma chłopami, którzy przyszli do lasu zobaczyć wojsko ludowe, w tak podły i podstępny sposób, prysły wszelkie możliwe nadzieje na dojście do porozumienia z nami co do wspólnej walki z Niemcami. Ci wrogowie ludu, jakimi się okazali panowie polscy, prowadząc walkę z nami dowiedli, że wybitnie pomagają Niemcom

Potępienie tej zbrodni zmusiły kierownictwo NSZ do zróżnicowanych wyjaśnień. Lubelskie kierownictwo NSZ wydało ulotkę pt. „Prawda o Borowie”, w której usiłowano przekonać wszystkie konspiracyjne polityczne i wojskowe organizacje Lubelszczyzny, a szczególnie swoich szeregowych członków i sympatyków, że NSZ zlikwidowały oddział gwardzistów, ponieważ składał się on z sowieckich skoczków spadochronowych, Żydów i komunistów. Pod koniec 1943 r. w piśmie NSZ „Szaniec” pisano, że wymordowany oddział komunistyczny był dowodzony przez majora armii sowieckiej, oraz obrażał uczucia narodowe przyjmując imię polskiego bohatera narodowego Jana Kilińskiego. Komunikat „Wielkiej Polski” z dnia 27 października 1943 r. donosił: „Pomiędzy Komuną a Narodowymi Siłami Zbrojnymi doszło już do walki. W starciu oddziału narodowego pod dowództwem kpt. Zęba z komunistami zginęło 30 osobników, w tym duża część Żydów. Na komunistach zdobyto większą ilość broni...”.
Ukazujące się w okresie Polskiej Rzeczypospolitej Ludowej wydawnictwa przedstawiały kilka szczegółów tych wydarzeń – m.in., że dla zatuszowania zbrodni rozstrzelano także 4 chłopców ze wsi Borów, którzy wcześniej przyszli w odwiedziny do gwardzistów oraz wskazujących na ich pokrewieństwo z gwardzistami i odrąbywanie ofiarom głów i rąk toporami.
Rotmistrz Leonard Zub-Zdanowicz ps. „Ząb” w książce wydanej w Londynie w 1980 r. (Lesław Jurewicz, Zbrodnia, czy początek wojny domowej?) uznał, że jego rozkaz wymordowania 26 osobowego oddziału GL (i 4 chłopów) pod Borowem 9 sierpnia 1943 r. został wydany za „przejście na stronę nieprzyjaciela” i za to, że GL opowiadała się za linią Curzona, a więc „dążyła do oderwania terytorium państwa polskiego”. Tę samą motywację powtórzył w maju 1993 w tygodniku katolickim „Ład” Marek Chodakiewicz w artykule pod znamiennym tytułem Wypadek borowski: „Obowiązujące wówczas prawa Rzeczypospolitej Polskiej jednoznacznie usprawiedliwiają surowość wykazaną przez majora Leonard Zub-Zdanowicza pod Borowem, jak również wszystkie inne wypadki rozbicia oddziałów komunistycznych przez AK lub NSZ”. Podobnego zdania jest historyk Grzegorz Motyka, który bazując na dokumentacji polskiej partyzantki nacjonalistycznej, doszedł do wniosku, iż partyzanci GL zostali rozstrzelani za „zdradę”, a nie z powodu rzekomego bandytyzmu.
Fakty historyczne jednak nie potwierdzają jego prawa do takich działań, jak wydawanie wyroków śmierci z powodów politycznych. Leonard Zub-Zdanowicz był jedynym cichociemnym, który odszedł z AK – pierwotnie miał przydział do organizacji dywersyjnej Armii Krajowej „Wachlarz” mającej za zadanie sabotaż łączności Niemców walczących na froncie wschodnim – i od 1 czerwca 1943 formalnie przyłączył się do NSZ. Po akcji scaleniowej NSZ z AK w marcu 1944 r., przeciwny jej Zub-Zdanowicz wstąpił do rozłamowej, niepodporządkowanej Polskiemu Państwu Podziemnemu części NSZ, zwanej w historiografii NSZ-ONR, i dołączył do Brygady Świętokrzyskiej. Narodowe Siły Zbrojne w momencie popełnienia tej zbrodni nie były formacją podległą Polskiemu Państwu Podziemnemu. Z tego względu, próby prawnego uzasadniania jego działań pod Borowem są skazane na porażkę z bardzo prostej przyczyny – Leonard Zub-Zdanowicz, będąc dezerterem z AK, nie miał żadnego prawnego mandatu do jakichkolwiek działań w imieniu Wojska Polskiego czy Polskiego Państwa Podziemnego. Nie tylko nie miał prawa karać żołnierzy GL za zdradę stanu, ale w warunkach wojennych sam mógł zostać skazany za dezercję.
Według Ewy Dąbrowskiej, już od lipca 1943 r. datują się kontakty między Zub-Zdanowiczem a sierżantem Zygmuntem Dybowskim – komendantem posterunku policji granatowej w Gościeradowie. Mieli oni odbywać spotkania i wymieniać się informacjami na temat lewicowego ruchu oporu. Gestapo z Kraśnika miało w pierwszych dniach sierpnia 1943 r. przekazać Zub-Zdanowiczowi za pośrednictwem Dybowskiego broń maszynową, amunicję i granaty do likwidacji oddziału GL, a później wizytować miejsce mordu, sprawdzając prawdziwość meldunku „Zęba” o likwidacji GL.
Istnieje teoria, zgodnie z którą Stefan Skrzypek ps. „Słowik” wiedział, że udaje się na spotkanie nie z oddziałem AK, tylko z oddziałem NSZ bagatelizując niebezpieczeństwo. Możliwe też, że przed przejściem do GL (wstąpił w kwietniu 1943 wraz z kuzynem Władysławem Skrzypkiem, byłym członkiem AK) „Słowik” należał nie do AK, tylko NSZ i został umieszczony w GL jako szpieg.

## Epilog
Po fiasku rozmów PPR i Delegatury Rządu na Kraj i wydaniu przez Krajową Reprezentację Polityczną 15 sierpnia 1943 r. dokumentu programowego wykluczającego współdziałanie z PPR, mord pod Borowem i inne skrytobójcze likwidacje osób związanych z PPR, GL i lewym skrzydłem ludowców stały się jednym z czynników inicjujących pomysł powołania Krajowej Rady Narodowej.
W niecały rok po zdarzeniu i po przekształceniu Gwardii Ludowej w Armię Ludową, 15 lipca 1944 r. doszło do podpisania umowy o współpracy bojowej pomiędzy komendą AK powiatu kraśnickiego a przedstawicielami dowództwa okręgowego AL.
Po wojnie w miejscu zdarzenia został ustanowiony pomnik-mogiła upamiętniający 28 ofiar, w tym dowódcę oddziału GL, ppor. Stefana Skrzypka.
W przeddzień 60 rocznicy mordu pod Borowem senator SLD Ryszard Jarzembowski w specjalnym oświadczeniu złożonym na 44 posiedzeniu Senatu RP w dniu 8 sierpnia 2003 r. zaapelował do ówczesnego Prezesa Instytutu Pamięci Narodowej „o wyświetlenie całej prawdy o tym wydarzeniu” aby „pamięć o dawnych tragicznych wydarzeniach przyczyniła się do wyeliminowania z polskiego życia politycznego metod niegodnych demokratycznego państwa prawa” i stanowiła „przestrogę dla przyszłych pokoleń”. W odpowiedzi prezes IPN Leon Kieres potępiając ten czyn przytoczył jednocześnie całą argumentacje jaką posługiwał się NSZ-ONR dla usprawiedliwienia mordu oraz zapewnił, że mord pod Borowem pozostaje w kwestii zainteresowania historyków IPN, a także obiecał – po zbadaniu sprawy – wszczęcie śledztwa w Oddziałowej Komisji Instytutu Pamięci Narodowej w Lublinie.
Stowarzyszenie „Weterani Lewicy” z Piotrkowa Trybunalskiego złożyło w 2009 zawiadomienie o popełnieniu przestępstwa w sprawie zabójstwa 6 członków PPR i 3 żołnierzy GL w Drzewicy. Postępowanie umorzono „wobec braku danych dostatecznie uzasadniających podejrzenie popełnienia przestępstwa”.

## Ofiary i ocaleni z pogromu

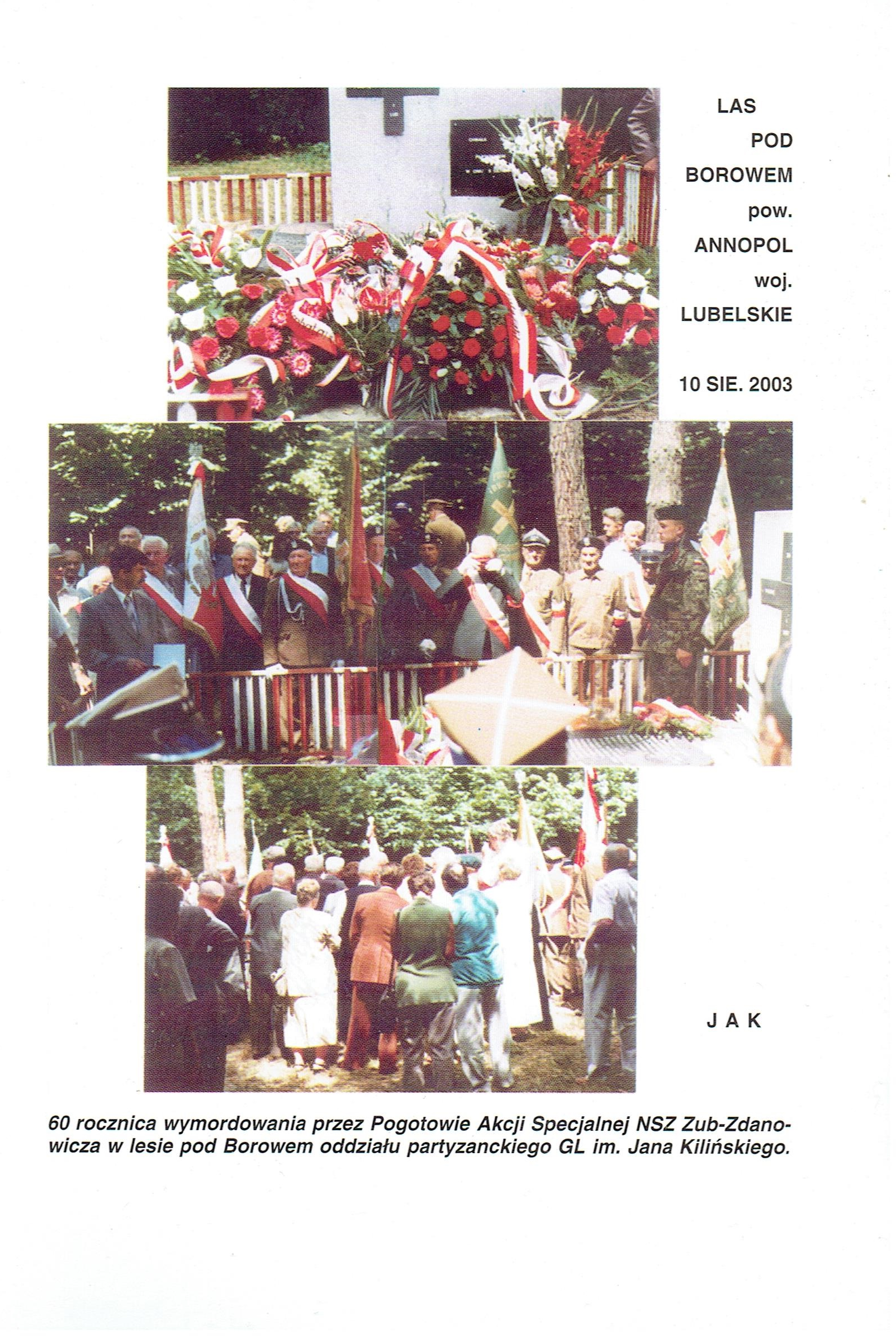
Uroczystości w lesie pod Borowem, 2003 rok.

## Ofiary i ocaleni z pogromu[53][65][66]
Oddział NSZ „Zęba” zamordował 26–28 partyzantów i trzech chłopów
- ppor. Stefan Skrzypek ps. „Słowik” – dowódca oddziału (wg innych danych zastępca dowódcy), syn małorolnego chłopa z Łysakowa, przed wojną działacz ZMW „Wici” były sierżant WP i ZWZ/AK[67]
- por. Wacław Dobosz ps. „Sęp” – stolarz, były członek KPP, pochodzący z powiatu Opole Lubelskie, zastępca dowódcy (wg innych danych dowódca kompanii, w skąd której wchodził oddział im. Kilińskiego)
- Władysław Głuchowski – ps. „Stanis”, ur. w 1909 r. Pochodził z Poznańskiego. Działacz KPP, uczestnik wojny domowej w Hiszpanii, od wiosny 1943 r. partyzant oddziału GL, dowodzonego przez Władysława Skrzypka, działającego w południowej części Lubelszczyzny, a następnie oddziału im. J. Kilińskiego. Prowadził zajęcia polityczno-wychowawcze oraz szkolenie bojowe. Uczestniczył m.in. w następujących walkach: 25 maja 1943 r. w ataku na niemiecki samochód osobowy w lesie w rejonie Polichny przy Szosie Kraśnik – Janów Lubelski; dwukrotnie w czerwcu i lipcu, w zasadzce na samochód osobowy w rejonie Mostów przy szosie Kraśnik – Janów Lubelski. W sierpniu 1943 r. przeniesiony do oddziału GL im. Jana Kilińskiego na instruktora szkoleniowego[68].
- Stanisław Marzycki ps. „Serce” – ur. 1924 w USA, syn małorolnego chłopa pochodzący z Wierzbicy, pow. Kraśnik, przybyły do rodziny przed wybuchem wojny. W okresie okupacji mieszkał u matki prowadzącej gospodarstwo rolne w Wierzbicy. Wiosną 1943 r. wstąpił do najbardziej aktywnego w tym czasie oddziału partyzanckiego GL Antoniego Palenia, brał udział w akcjach dywersyjno-bojowych, obsługiwał ręczny karabin maszynowy, członek dowództwa oddziału. W lipcu 1943 skierowany do organizowanego oddziału GL im. Jana Kilińskiego[69].
- Józef Zbigniew Gronczewski – ps. „Lew”, „Zbyszek”, urodzony w grudniu 1924 r. w Sierpcu na Mazowszu[70]. W 1940 r. z Bieżunia wysiedlony do Generalnej Guberni, do wsi Grabów, pow. Kraśnicki. W maju 1942 wstąpił do PPR i miejscowej grupy wypadowej GL z którą 7 listopada 1942 r. uczestniczył w likwidacji niemieckiej ochrony obozu hitlerowskiego dla Żydów w Janiszowie. Łącznik i kolporter. Od lutego do marca 1943 r. walczył w oddziale partyzanckim GL im. T. Kościuszki, od marca do trzeciej dekady lipca 1943 r.  w wydzielonym z grupy operacyjnej im. T. Kościuszki oddziale GL im. J. Dąbrowskiego. Po rozformowaniu oddziału Gronczewski i dwaj inni partyzanci obsługujący ręczne karabiny maszynowe zostali przydzieleni do nowo utworzonego oddziału im. J. Kilińskiego[71].Zbigniew Gronczewski

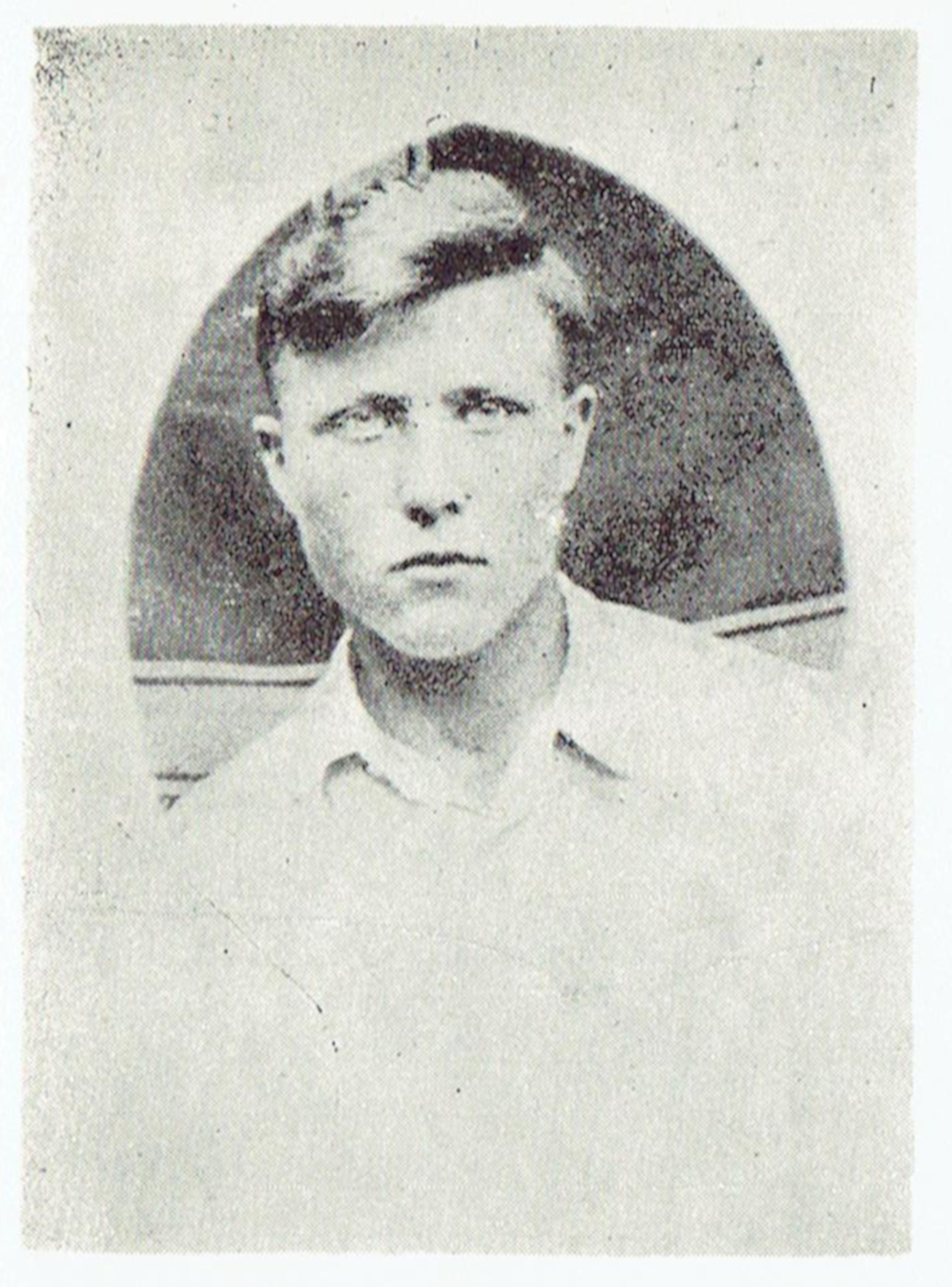
Zbigniew Gronczewski

- Kazimierz Kaczmarski – ps. „Kazik”, z zawodu listonosz pochodzący ze wsi Dzierzkowice, pow. Kraśnik. Do PPR i GL wstąpił wiosną 1942 r., był komendantem miejscowej placówki GL, zajmował się kolportażem prasy partyjnej „Trybuny Wolności” i „Gwardzisty”. Wiosną 1943 r. wstąpił do oddziału partyzanckiego GL „Przepiórki”, w lipcu 1943 r. został przeniesiony do nowo organizowanego oddziału partyzanckiego dowodzonego przez Stefana Skrzypka[72].
- Jankiel Frajtak (Freitag) – ps. „Bolek”, ur. w 1923 r. Z zawodu krawiec. W marcu 1943 r. przybył z garnizonu GL w Rzeczycy Ziemiańskiej, pow. Kraśnicki, do oddziału partyzanckiego GL „Przepiórki”. Po dwóch miesiącach został przeniesiony na własną prośbę do oddziału Władysława Skrzypka. Uczestniczył w wielu akcjach dywersyjno-bojowych, m.in. 25 maja w zasadzce przy szosie Janów Lubelski – Kraśnik na samochód osobowy z oficerami Wehrmachtu; w czerwcu w tym samym miejscu w rejonie m. Polichna również na samochód osobowy (zginął wtedy starosta na pow. Biłgorajski); 23 lipca w zniszczeniu na tej samej szosie, w rejonie Mostów, trzech samochodów (zlikwidowano kolejnego starostę i komisarza ziemskiego na pow. biłgorajski). Na przełomie lipca i sierpnia przeniesiony do nowo organizowanego oddziału partyzanckiego im. Jana Kilińskiego[73].
- Marian Burak, chłop pochodzący z Wólki Szczeckiej, pow. Kraśnik
- Stanisław Mostrąg – małorolny chłop ze wsi Wólka Szczecka, pow. Kraśnik, 9 sierpnia wraz z trzema innymi chłopami przybył do oddziału partyzanckiego GL im. Jana Kilińskiego[74].
- Tomasz Mozgawa – chłop z Wólki Szczeckiej, pow. Kraśnik
- Antoni Orlikowski - ur. 1914, rolnik ze wsi Opoka, pow. Kraśnik. Wiosną 1943 r. wszedł do oddziału partyzanckiego Władysława Skrzypka. W lipcu 1943 r. przeniesiony do oddziału GL im. Jana Kilińskiego na stanowisko dowódcy drużyny[75].
- Zygmunt Sydo z Liśnika Dużego, pow. Kraśnik
- Czesław Barański – ur. 2 października 1921 r. we wsi Budki, pow. Kraśnicki, w rodzinie małorolnego chłopa. Do PPR i GL wstąpił jesienią 1942 r. i do wiosny następnego roku działał w miejscowym garnizonie GL. Następnie został skierowany do oddziału partyzanckiego Władysława Skrzypka („Orzeł”), działającego w południowej Lubelszczyźnie, a w lipcu do oddziału J. Kilińskiego[76].
- Aleksander Dęga z Budek, pow. Kraśnik
- Bronisław Drewniak – ps. „Dąb”, ur. w 1916 r. w rodzinie chłopskiej w Budkach pow. Kraśnicki. Latem 1942 r. wstąpił do PPR i wszedł w skład grupy wypadowej GL w m.Trzydnik Duży. W lipcu 1943 r. został skierowany do nowo utworzonego oddziału GL im. J. Kilińskiego[77].
- Tadeusz Kiełbasiński z Boisk, pow. Kraśnik. Syn Józefa, ur. 15 października 1924 r. Od maja 1942 członek GL w garnizonie Borki, następnie partyzant oddziału GL im. J. Kilińskiego[78].
- Bolesław Głuszec – ps. „Borys”, syn Jana, ur. w 1921 r. w Natalinie, w rodzinie chłopskiej. W kwietniu 1942 r. wstąpił do oddziału partyzanckiego GL, którym dowodził kapitan Armii Czerwonej zbiegły z hitlerowskiej niewoli A. Rajewski. W sierpniu 1942 r. został wcielony do nowo zorganizowanego  oddziału GL Grzegorza Korczyńskiego. We wrześniu 1942 r. dwukrotnie brał udział w opanowaniu stacji kolejowej w Szastarce, i zniszczeniu urządzeń technicznych na stacji w Rzeczycy Ziemiańskiej. Od marca 1943 r. walczył w polsko-radzieckim oddziale dowodzonym przez zbiegłego z niewoli hitlerowskiej oficera Armii Czerwonej „Szymona”. Uczestniczył z „Szymonem” w wykolejeniu dwóch pociągów wojskowych w rejonie stacji kolejowej Lipa na linii Lublin-Rozwadów. W jednej z tych akcji zdobył dwa karabiny, granaty i umundurowanie. W sierpniu 1943 r. został przeniesiony do oddziału partyzanckiego GL im. Jana Kilińskiego[68].
- Henryk Serafin – ps. „Heniek”, ur. luty 1922 r w Stasinie, działalność antyhitlerowską rozpoczął od udzielania pomocy żołnierzom Armii Czerwonej, zbiegłym z obozów jenieckich lub transportów. W 1942 r. wstąpił jednocześnie do PPR i grupy GL pod dowództwem „Szymona”. Za udział w partyzantce wiosną 1943 r. Niemcy rozstrzelali jego rodziców i spalili zagrodę. Od 1943 r. walczył w oddziale „Przepiórki”, w lipcu tego roku przekazany do nowo zorganizowanego oddziału GL im. Jana Kilińskiego[79]
- Tomasz Serafin – chłop ze Stasina, pow. Kraśnik, lat 27[79]
- Władysław Kolano ze wsi Wólka Szczecka, urodzony w Budkach[70][80].
- Jan Taborarz z Wierzbicy[70]
- Jankiel Topki ps. „Lisek” - narodowości żydowskiej[70]
- Józef Ul (Ula) ps. „Ser”, lat 40, mieszkaniec Popowa[70][81]

Poza wyżej wymienionymi zostali zamordowani partyzanci o pseudonimach „Bohun” i „Wiewiórka” (bliższych danych brak).
Uciec zdołali
- Adam Skóra ps. „Adaś”Adam Skóra ps. Adaś
- Stanisław Pawłowski ps. „Kuropatwa”
- Stanisław Babieradzki ps. „Pokrzywa” – ur. 29 czerwca 1918 r. we wsi Opoczka w pow. Kraśnickim, z chwilą wybuchu wojny jako ochotnik zgłosił się do 8 pułku piechoty w Lublinie, po walkach nad Bugiem dostał się do niemieckiej niewoli i został skierowany do obozu jenieckiego w Toruniu. Udało mu się zbiec i powrócić w rodzinne strony, gdzie w Rzeczycy Ziemiańskiej nawiązał kontakt z PPR i w 1943 r. wstąpił do GL. Przeżył mord pod Borowem, w czasie ucieczki został ranny[39]. Potem w oddziale Aleksandra Szymańskiego „Bogdana” w stopniu kaprala dowodził specjalną sekcją dywersyjną, której zadaniem było wysadzanie niemieckich pociągów. Stanisław Babieradzki brał udział w wysadzaniu 12 pociągów jadących na front wschodni. W czerwcu 1944 r. uczestniczył w kilkunastodniowych walkach w lasach lipskich. Po wyzwoleniu pracował w organach bezpieczeństwa w stopniu porucznika. W styczniu 1946 r. niezidentyfikowana grupa z podziemia zbrojnego zamordowała mu żonę i 16-miesięcznego syna[82].
- Nikołaj Leszczenko ps. „Kola” - żołnierz Armii Czerwonej, zbiegły z niewoli niemieckiej. Od wiosny 1942 r. członek oddziału GL im. T. Kościuszki pod dowództwem Grzegorza Korczyńskiego. 22 października 1943 r. szczególnie wyróżnił się w bitwie pod Kochanami. W styczniu 1944 r. awansowany do stopnia podporucznika AL i odznaczony Krzyżem Grunwaldu III klasy. W marcu 1944 r. przekazany do zgrupowania partyzanckiego pod dowództwem gen. Kowpaka[83].
- jeden chłop

Zbiegli gwardziści: „Kuropatwa”, „Adaś” i „Kola”, a także gajowy Ksawery Wysocki ze Szczecyna, już w sierpniu 1943 r. ujawnili fakt mordu pod Borowem, za co ten ostatni 24 stycznia 1946 r. został uprowadzony z domu, z gajówki Cegielnia koło Gościeradowa i zastrzelony przez oddział NSZ „Jagiellończyka”.